# دانیل نتل
دانیل نتل (انگلیسی: Daniel Nettle؛ زادهٔ ۱۹۷۰ میلادی) یک زیست‌شناس، متخصص و پژوهشگر علوم اجتماعی و رفتاری اهل انگلستان و استاد فعلی علوم رفتاری در دانشگاه نیوکاسل است.
او پژوهش‌ها و آثار مهمی با استفاده از تلفیق روان‌شناسی با بیولوژی تطبیقی و فرگشت دارد و چندین کتاب در زمینه‌های گوناگون روان‌شناسی تألیف نموده‌است.